# فاليور
فاليور (بالإنجليزية: Valliyur)‏ هي منطقة سكنية تقع في الهند في Radhapuram taluk. يقدر عدد سكانها بـ 50,000 نسمة.